# Needy Guims
Needy Guims (* 8. September 1974 in Chennevières-sur-Marne) ist ein ehemaliger französischer Leichtathlet. Er gewann bei Europameisterschaften eine Silbermedaille in der 4-mal-100-Meter-Staffel.

## Sportliche Karriere
Der 1,87 Meter große Needy Guims startete für CA Montreuil.
Guims belegte bei den Junioreneuropameisterschaften 1993 in San Sebastián den sechsten Platz im 100-Meter-Lauf. Die 4-mal-100-Meter-Staffel mit Guillaume Pihery, Oliver Arnaud, Christophe Colombo und Needy Guims erlief die Silbermedaille hinter den Briten.
1996 bei den Olympischen Spielen in Atlanta schied Guims über 100 Meter im Viertelfinale aus. Die 4-mal-100-Meter-Staffel mit Hermann Lomba, Régis Groisard, Pascal Théophile und Needy Guims erreichte das Finale, kam aber im Endlauf nicht ins Ziel.
Zwei Jahre später bei den Europameisterschaften 1998 in Budapest erreichte Guims als einziger Franzose das Halbfinale über 100 Meter und schied dann aus. Die 4-mal-100-Meter-Staffel musste auf den französischen Meister Stéphane Cali verzichten, der sich über 100 Meter verletzt hatte. Rodrigue Nordin, Frédéric Krantz, Christophe Cheval und Needy Guims erreichten das Finale mit der drittschnellsten Zeit. Im Finale liefen Thierry Lubin, Frédéric Krantz, Christophe Cheval und Needy Guims in 38,87 Sekunden auf den zweiten Platz hinter dem britischen Quartett. Alle fünf beteiligten Franzosen erhielten eine Silbermedaille.
2000 bei den Olympischen Spielen in Sydney gewann die 4-mal-100-Meter-Staffel mit Frédéric Krantz, David Patros, Christophe Cheval und Jérôme Éyana den Vorlauf. Im Halbfinale belegten Krantz, Patros, Cheval und Guims in 38,64 Sekunden den dritten Platz und im Endlauf wurde diese Aufstellung in 38,49 Sekunden Fünfte. 2001 bei den Mittelmeerspielen in Tunis siegte die italienische 4-mal-100-Meter-Staffel vor Yannick Urbino, Thierry Lubin, Alex Menal und Needy Guims. Guims blieb noch bis 2008 aktiv, nahm aber nicht mehr an internationalen Meisterschaften teil.